# 아리아드네 올리버

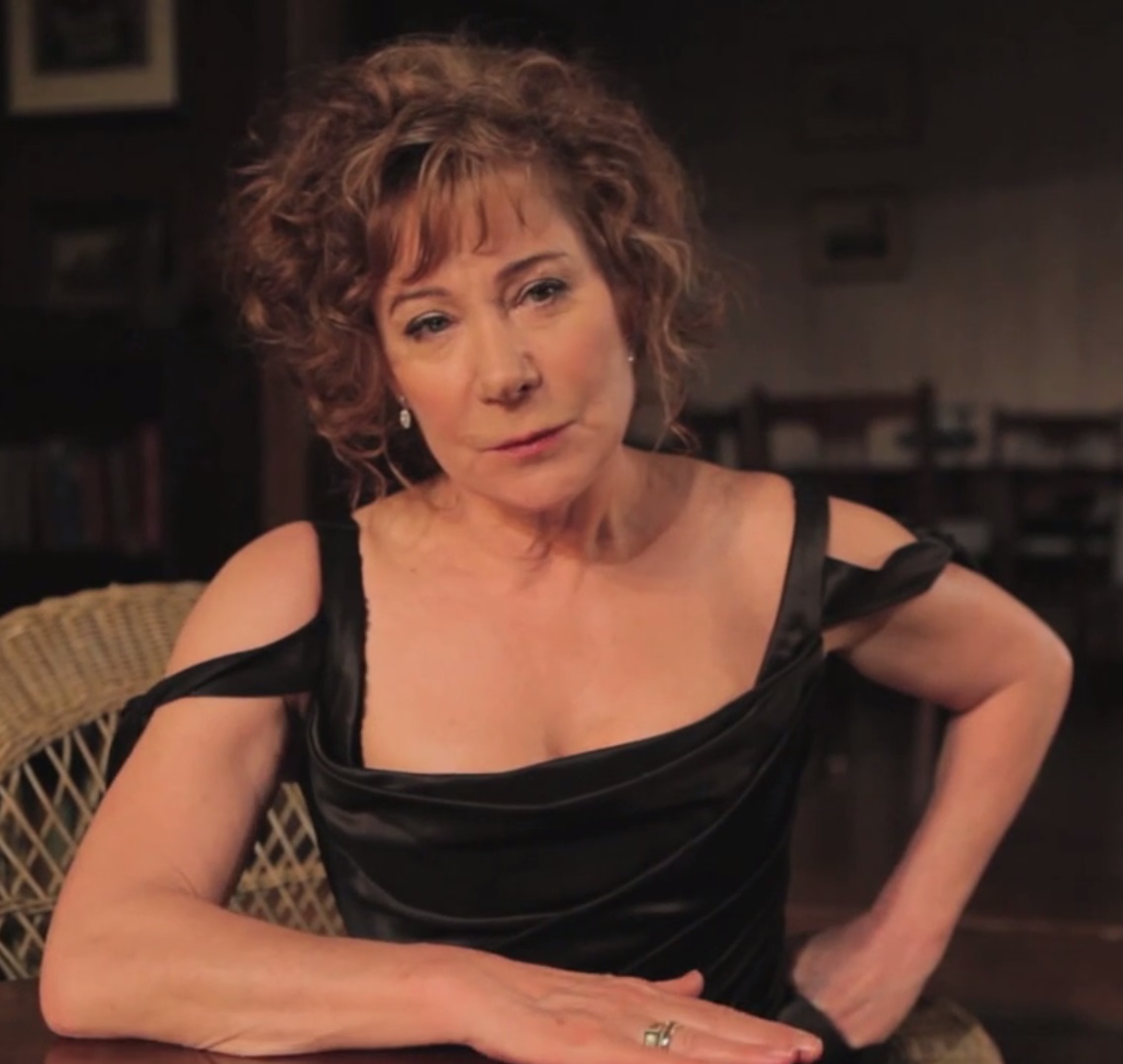

아리아드네 올리버(Ariadne Oliver)는 애거사 크리스티가 만들어낸 가공의 인물로, 추리 소설 작가이자 에르퀼 푸아로의 친구이다. 헤이스팅스 대위가 남미로 떠난 뒤 한동안 푸아로와 함께 일했다. 올리버 등장 소설 중 푸아로가 나오지 않는 것은 《창백한 말》뿐이다.
올리버는 추리 소설 작가로, 스벤 예르손이라는 핀란드 인 탐정이 등장하는 추리 소설을 써서 유명해졌다. 외국인 탐정이 등장하는 추리 소설을 쓴 여성 작가라는 점에서, 올리버는 애거사 크리스티 본인의 희화화라고 할 수 있다.
또한 푸아로 시리즈와 평행 세계인 마플 양 시리즈는 올리버가 쓴 소설 속의 세계이다.